# Szczytna (góra)
Szczytna – najwyższe wzniesienie Wzgórz Kiełczyńskich wchodzących w skład Masywu Ślęży. Szczyt mierzy 466 m n.p.m. i znajduje się przy granicy powiatu dzierżoniowskiego z powiatem świdnickim.
Mimo iż Szczytna jest odosobnionym szczytem leżącym na południowy zachód od Raduni, to została włączona do Ślężańskiego Parku Krajobrazowego. Jest oddzielona od głównej części tego parku. Na południe od wzniesienia biegnie droga przez wieś Kiełczyn.

## Szlaki turystyczne
Świdnica - Szczytna - Kiełczyn - Przełęcz Tąpadła - Ślęża - Wieżyca - Sobótka

## Źródła
- geoportal.gov.pl